# Пора таёжного подснежника
«Пора́ таёжного подсне́жника» — советский фильм, снятый на Свердловской киностудии в 1958 году режиссёром Ярополком Лапшиным. Премьера фильма состоялась 15 апреля 1959 года.

## Сюжет
Забайкалье. Весна 1918 года. Советской власти всего несколько месяцев. Небольшой отряд красноармейцев прибывает на горную заимку бурятского богача Ахсая. У кулака на положении рабов трудятся его невестка Дынсема и её родной младший брат Абидо.
Среди красноармейцев есть русская женщина, которая становится подругой Дынсемы. От неё Дынсема и Абидо узнают о революции, о борьбе между старым и новым. У Дынсемы и красноармейца Баира появляется взаимное чувство любви.
Но заимку тайком посещает муж Дынсемы, белогвардейский офицер Гылык. Над красноармейским отрядом нависает опасность.

## В ролях
- Буда Вампилов — Ахсай
- Мария Степанова — Жалмасу
- Найдан Гендунова — Шабганса
- Валентина Дагбаева (Вань Хан-Чинь) — Дынсема
- Илларион Марактаев — Абидо
- Владимир Манкетов — Гылык, белогвардейский офицер
- Пётр Николаев — Галсан
- Владимир Халматов — красноармеец Ширеторов
- Юрий Леонидов — красноармеец Степан
- Раиса Куркина — красноармеец Анна
- Фёдор Сахиров — красноармеец Баир
- Буянто Аюшин — красноармеец
- Цырен Шагжин — Тихоня
- Бальжинима Ринчино — дядя Пунсэк
- А. Адамов — красноармеец
- Владимир Кадочников — красноармеец
- Сундуп Рабсалов — старик-отшельник

## Съёмочная группа
- Ярополк Лапшин — режиссёр
- Николай Дамдинов — сценарист
- К. Жолобова, С. Игнатов — директора́ фильма
- Василий Кирбижеков — оператор
- Юрий Левитин — композитор
- Юрий Истратов — художник

## Съёмки
Фильм снимался в окрестностях Улан-Удэ и в горах Тункинского района Бурятии.
Роль Дынсемы сыграла Валентина Вань Хан-Чинь, отцом которой был китайский коммунист. Однако из-за ухудшения советско-китайских отношений актриса вынуждена была поменять фамилию на Дагбаеву.

## Награды
- На Всесоюзном кинофестивале 1960 года в Минске фильм получил следующие награды: третья премия фильму, вторая премия оператору Василию Кирбижекову, вторая премия звукорежиссёру В. Чулкову, вторая премия актрисе Валентине Дагбаевой за роль Дынсемы, поощрительный диплом художнику Ю. Истратову[2].